# Estádio António Coimbra da Mota
Das Estádio António Coimbra da Mota ist ein Fußballstadion in der portugiesischen Ortschaft Estoril im westlich der Hauptstadt Lissabon gelegenen Kreis Cascais. Es ist Heimstätte des Fußballvereins GD Estoril Praia (Grupo Desportivo Estoril Praia).
Das Stadion wurde am 1. Januar 1939 eröffnet und fasst 8.000 Zuschauer. Während der Fußball-Europameisterschaft 2004 diente das Stadion der schwedischen Nationalmannschaft als Trainingsstätte. Die portugiesische Rugby-Union-Nationalmannschaft trug dort zwei Länderspiele gegen die Ukraine und gegen Uruguay aus. Im Juni 2007 fanden einige Spiele der Fußball-Europameisterschaft der Gehörlosen, die Eurodeaf 2007, statt.
Jährlich wird in dem Stadion das Finale des Fußballpokals des Kreises Cascais (Taça de Cascais) ausgetragen. Daneben finden immer wieder Juniorenländerspiele dort statt.
Im Januar 2018 wurde das Heimspiel von Estoril Praia gegen den FC Porto aus Sicherheitsgründen abgebrochen, nachdem während des Spiels Risse auf der Tribüne sichtbar geworden waren.

## Galerie

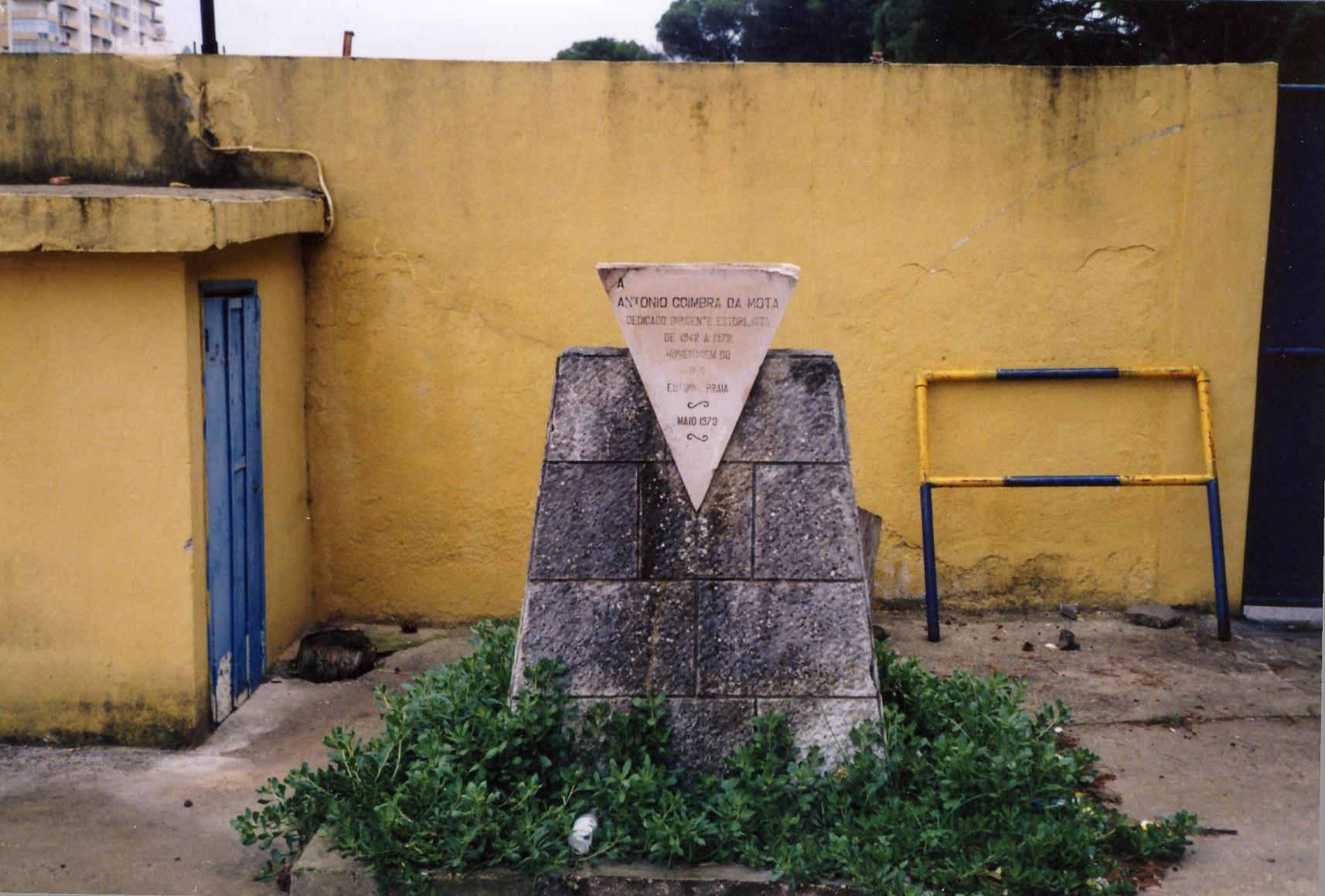
Gedenkstein für den Namensgeber
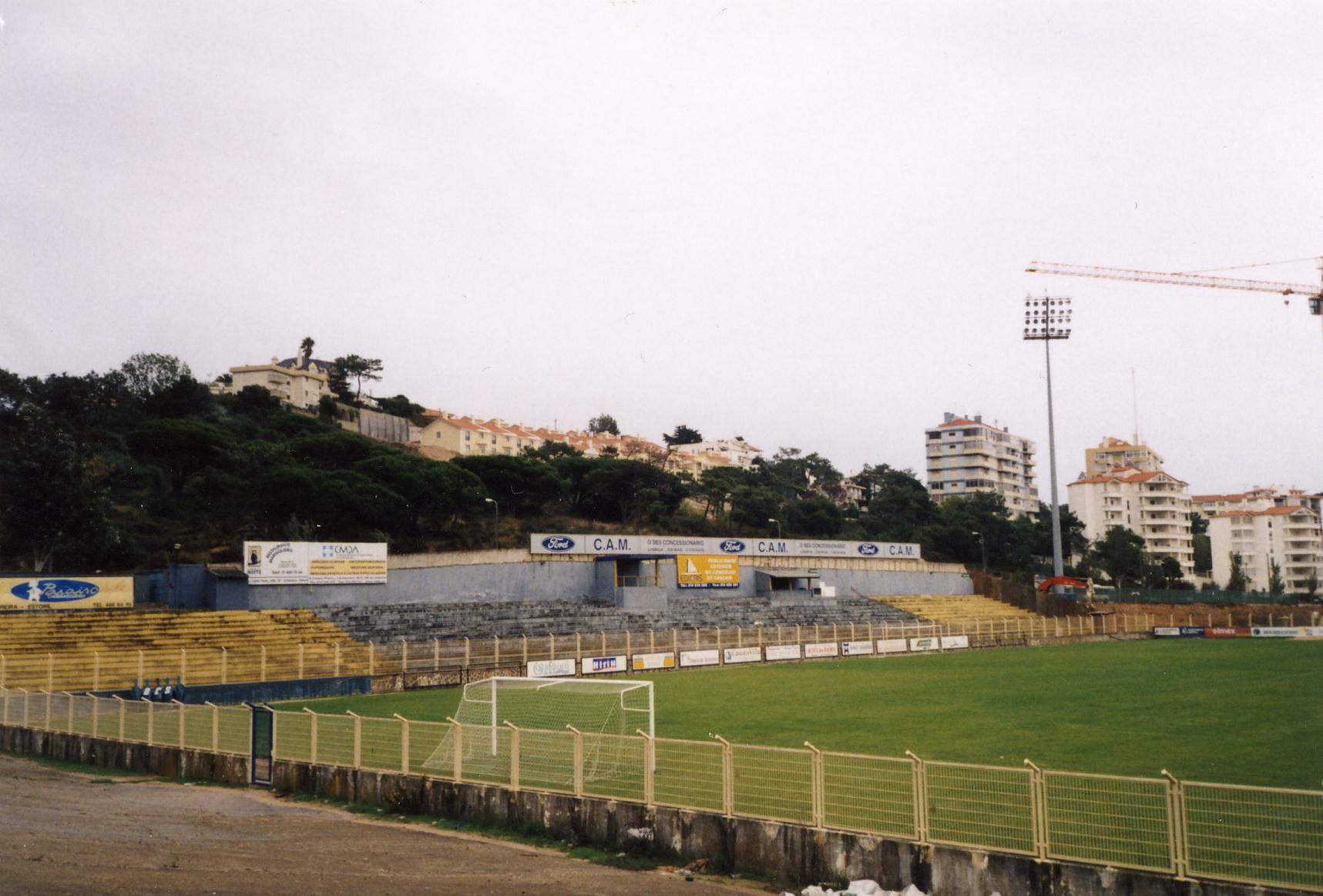
Im Stadion 2001